# コープス・リバイバー
コープス・リバイバー (英: Corpse Reviver)はカクテルの名称。「リバイバー」は迎え酒として飲まれるカクテルのスタイルであり、コープス・リバイバーはその中でも代表的なカクテルである。「コープス・リバイバー」には「死者を蘇らせるもの」という意味もある。4つのバージョンがあり、それぞれ親しまれている。

## 背景
作家・達磨信は、サントリーのホームページで連載しているコラム「オンドリのしっぽ」にて、このカクテルの初出はイギリスの週刊風刺漫画雑誌「パンチ」1861年掲載分だとしており、レシピの記述はないものの、迎え酒として扱われていると説明している。まともなレシピが掲載されたのは1871年に出版された『The Gentleman’s Table Guide』だとしており、この時は現存する4つのバージョンとは違っていたと達磨は述べている。これ以外にも様々なレシピが存在しており、肉体の回復を願ったバーテンダーたちがいろいろ手を加えていったのかもしれないと達磨は推測している。
『サヴォイ・カクテルブック』には上記の#1,#2が掲載されているが、「午前11時前、または蒸気とエネルギーが必要なときに服用してください（英語: To be taken before 11 a.m.,  or whenever steam and energy are needed.）」という意味の説明文が付けられている。また、「立て続けの4杯で、復活した死体も再び眠りに就くでしょう（英語: Four of these taken in swift succession will unrevive the corpse again.）」と補足している。

## コープス・リバイバー #1
ブランデーベースのカクテルである。フランスはパリのオテル・リッツ・パリで考案された。
レシピ
材料
- ブランデー - 40ml
- アップル・ブランデー（カルヴァドス） - 20ml
- スイート・ベルモット - 20ml

作り方
1. 材料をステアする。
2. カクテルグラスに注ぎ、レモンピールを飾る。

## コープス・リバイバー #2

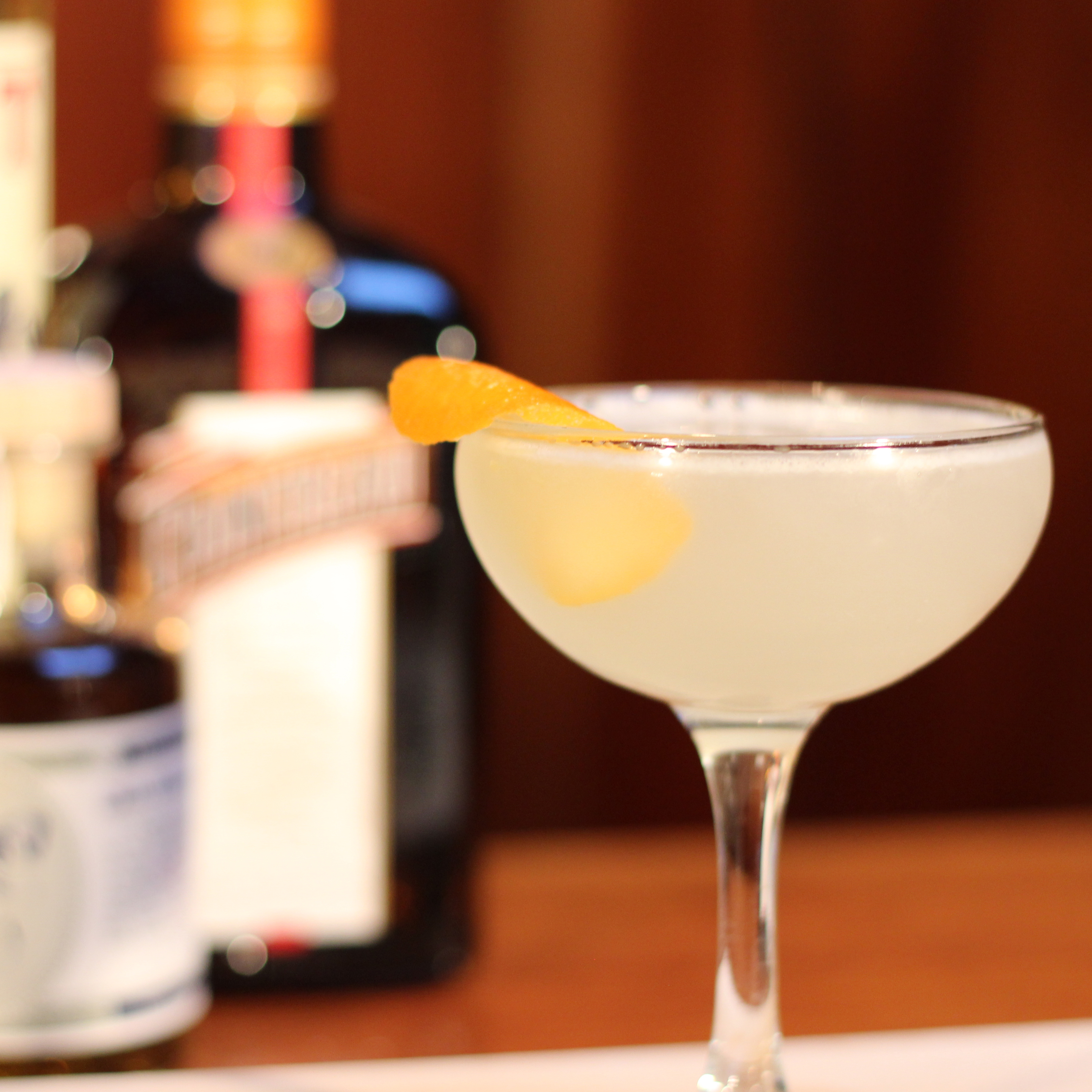
コープス・リバイバー #2

ジンベースのカクテルである。『サヴォイ・カクテルブック』（1930年、ハリー・クラドック）にも掲載されている。こちらを「#3」とすることもある。
ジンベースのコープス・リバイバー#2は国際バーテンダー協会の公認カクテルとなっている。
以下に国際バーテンダー協会のレシピを挙げる。
レシピ
材料
- ジン - 30ml
- コアントロー - 30ml
- リレ・ブラン - 30ml
- レモン果汁 - 30ml
- アブサン - 1dash

作り方
1. 氷と共に全ての材料をシェイクする。
2. ストレーナーで濾しながらカクテルグラスに注ぎ、オレンジゼストを飾る。

元々のレシピはヴェスパー同様にキナ・リレを使用するが、入手困難なためリレ・ブランで代用されている。

## コープス・リバイバー #3
ブランデーベースのカクテルである。こちらを「#2」とすることもある。
レシピ
材料
- ブランデー - 1/3
- フェルネット・ブランカ -  1/3
- クリーム・デ・メント（ホワイト） - 1/3

作り方
1. 全ての材料をミキシンググラスでステアする。
2. ストレーナーで濾しながらカクテルグラスに注ぐ。

フェルネット・ブランカは27種のハーブから作られた、ミラノにあるブランカ社のビターズ。
クリーム・デ・メントはペパーミントやスペアミントのリキュール。

## コープス・リバイバー #4
レシピ
材料
- ブランデー - 1/3
- レモン・ジュース - 1/3
- オレンジ・ジュース - 1/3
- グレナデン・シロップ - 2ダッシュ
- シャンパン - 適量

作り方
1. シャンパンを残してシェークする。
2. サワーグラスに注ぐ。
3. 冷やしたシャンパンで満たす。
4. レモン・スライスをかざる。